# Conistra ochrea
Conistra ochrea là một loài bướm đêm trong họ Noctuidae.